# اشوينواويشتشه
اشوينواويشتشه (بالإنجليزية: Świnoujście)‏ هي مدينة مع صلاحيات بووتيس ‏ تقع في بولندا في محافظة غرب بوميرانيا.[بحاجة لمصدر] يقدر عدد سكانها بـ 41,516 نسمة ومساحتها 197.23 كم2 وترتفع عن سطح البحر 5 متر.

## المناخ
يظهر الجدول التالي التغييرات المناخية على مدار السنة لاشوينواويشتشه:
| البيانات المناخية لـاشوينواويشتشه                  | البيانات المناخية لـاشوينواويشتشه | البيانات المناخية لـاشوينواويشتشه | البيانات المناخية لـاشوينواويشتشه | البيانات المناخية لـاشوينواويشتشه | البيانات المناخية لـاشوينواويشتشه | البيانات المناخية لـاشوينواويشتشه | البيانات المناخية لـاشوينواويشتشه | البيانات المناخية لـاشوينواويشتشه | البيانات المناخية لـاشوينواويشتشه | البيانات المناخية لـاشوينواويشتشه | البيانات المناخية لـاشوينواويشتشه | البيانات المناخية لـاشوينواويشتشه | البيانات المناخية لـاشوينواويشتشه |
| الشهر                                              | يناير                             | فبراير                            | مارس                              | أبريل                             | مايو                              | يونيو                             | يوليو                             | أغسطس                             | سبتمبر                            | أكتوبر                            | نوفمبر                            | ديسمبر                            | المعدل السنوي                     |
| -------------------------------------------------- | --------------------------------- | --------------------------------- | --------------------------------- | --------------------------------- | --------------------------------- | --------------------------------- | --------------------------------- | --------------------------------- | --------------------------------- | --------------------------------- | --------------------------------- | --------------------------------- | --------------------------------- |
| الدرجة القصوى °م (°ف)                              | 13.5 (56.3)                       | 13.1 (55.6)                       | 19.7 (67.5)                       | 25.1 (77.2)                       | 29.4 (84.9)                       | 31.8 (89.2)                       | 34.4 (93.9)                       | 33.2 (91.8)                       | 30.2 (86.4)                       | 24.2 (75.6)                       | 17.7 (63.9)                       | 14.6 (58.3)                       | 34.4 (93.9)                       |
| متوسط درجة الحرارة الكبرى °م (°ف)                  | 3.9 (39.0)                        | 4.2 (39.6)                        | 8.8 (47.8)                        | 11.2 (52.2)                       | 16.9 (62.4)                       | 19.1 (66.4)                       | 20.6 (69.1)                       | 20.1 (68.2)                       | 16.6 (61.9)                       | 12.0 (53.6)                       | 6.2 (43.2)                        | 4.7 (40.5)                        | 12.0 (53.6)                       |
| المتوسط اليومي °م (°ف)                             | 0.4 (32.7)                        | 0.9 (33.6)                        | 4.5 (40.1)                        | 8.7 (47.7)                        | 13.2 (55.8)                       | 15.8 (60.4)                       | 17.2 (63.0)                       | 16.9 (62.4)                       | 13.9 (57.0)                       | 9.4 (48.9)                        | 4.6 (40.3)                        | 1.7 (35.1)                        | 8.9 (48.0)                        |
| متوسط درجة الحرارة الصغرى °م (°ف)                  | −3.1 (26.4)                       | −2.5 (27.5)                       | 0.1 (32.2)                        | 6.2 (43.2)                        | 9.5 (49.1)                        | 12.5 (54.5)                       | 13.8 (56.8)                       | 13.7 (56.7)                       | 11.2 (52.2)                       | 6.8 (44.2)                        | 3.0 (37.4)                        | −1.4 (29.5)                       | 5.8 (42.4)                        |
| أدنى درجة حرارة °م (°ف)                            | −22.3 (−8.1)                      | −23.6 (−10.5)                     | −17.3 (0.9)                       | −6.0 (21.2)                       | −2.3 (27.9)                       | 1.0 (33.8)                        | 4.0 (39.2)                        | 2.5 (36.5)                        | −2.2 (28.0)                       | −5.3 (22.5)                       | −11.6 (11.1)                      | −15.1 (4.8)                       | −23.6 (−10.5)                     |
| الهطول مم (إنش)                                    | 33 (1.3)                          | 30 (1.2)                          | 37 (1.5)                          | 45 (1.8)                          | 49 (1.9)                          | 64 (2.5)                          | 82 (3.2)                          | 68 (2.7)                          | 41 (1.6)                          | 49 (1.9)                          | 44 (1.7)                          | 46 (1.8)                          | 588 (23.1)                        |
| متوسط أيام هطول الأمطار                            | 17                                | 14                                | 16                                | 12                                | 13                                | 15                                | 16                                | 15                                | 13                                | 16                                | 17                                | 16                                | 180                               |
| متوسط الرطوبة النسبية (%)                          | 92                                | 90                                | 86                                | 79                                | 80                                | 82                                | 84                                | 85                                | 86                                | 90                                | 91                                | 91                                | 86                                |
| ساعات سطوع الشمس الشهرية                           | 38                                | 55                                | 92                                | 147                               | 206                               | 234                               | 223                               | 211                               | 147                               | 96                                | 44                                | 31                                | 1٬524                             |
| المصدر #1: www.imigw.pl                            |                                   |                                   |                                   |                                   |                                   |                                   |                                   |                                   |                                   |                                   |                                   |                                   |                                   |
| المصدر #2: http://www.stat.gov.pl/cps/rde/xchg/gus |                                   |                                   |                                   |                                   |                                   |                                   |                                   |                                   |                                   |                                   |                                   |                                   |                                   |

## المدن التوأمة
مدن سفتلي، يستاد، نوردنهام، هيرينجسدورف وYstad Municipality هي مدن توأمة لـاشوينواويشتشه.